# Helictopleurus carbonarius
Helictopleurus carbonarius är en skalbaggsart som beskrevs av Lebis 1960. Helictopleurus carbonarius ingår i släktet Helictopleurus och familjen bladhorningar. Inga underarter finns listade i Catalogue of Life.